# Aeshna williamsoniana
Aeshna williamsoniana é uma espécie de libelinha da família Aeshnidae.
Pode ser encontrada nos seguintes países: Belize, Costa Rica, Guatemala, México, Panamá e possivelmente em Honduras.
Os seus habitats naturais são: regiões subtropicais ou tropicais húmidas de alta altitude e rios.
Está ameaçada por perda de habitat.